# Mocydiopsis oranensis
Mocydiopsis oranensis är en insektsart som beskrevs av Matsumura 1908. Mocydiopsis oranensis ingår i släktet Mocydiopsis och familjen dvärgstritar. Inga underarter finns listade i Catalogue of Life.